# Нова Миллер
Но́ва Ми́ллер (урождённая А́стрид Но́ва Фа́нни Гра́нстрём; родилась 29 июля 2001 года в Стокгольме) — шведская певица, танцовщица, актриса и автор песен. Она одарена невероятным голосом и является мульти-инструментальной артисткой.

## Карьера
Нова Миллер в настоящее время проживает в Лос-Анджелесе, и её личным наставником является Джон Ледженд. Первой, кто обнаружила музыкальный талант Новы, была автор песен, Лолин, (на танцевальном представлении, где Нова пела и играла на гитаре). Нова подписала контракт с лейблом Лолин 21:12 Entertainment Group.
Очень здорово, что Нова, ее родители и руководство захотели сотрудничать с нами в Polydor. Нова — мощный талант, и будет очень интересно продвигать ее дальше .Питер Харт, A&R в Polydor Sweden
В 2015 году она получила контракт с Universal Music Group и в том же году выпустила свой дебютный сингл «Supernova» (рус. «Сверхновая»). Затем она выпустила музыкальный сингл «So Good» (рус. «Так хорошо»), который проигрывался по MTV. В период с 2017 по 2018 год она подписала контракт с Sony BMG, где были выпущены синглы «Anything for U» (рус. «Все для тебя»), «Not Your Number» (рус. «Не твой номер») и мини-альбом «Yellow» (рус. «Желтый»). Песня Миллер «Add a Little Fire» (рус. «Добавь немного огня») стала саундтреком сериала TV4 «Kungahuset 9-5» (рус. «Дом королей 9-5») в 2017 году. Сейчас у Миллер контракт с 21:12 Entertainment Group и 300 Entertainment.
О том, что вдохновляет её на написание песен, Нова говори следующие:
Честно говоря, все, что происходит в моей повседневной жизни. Я часто записываю мелочи, которые могут меня вдохновить, это могут быть друзья, травля, Стокгольм, для меня вдохновение есть повсюду, для меня важно нести позитив, но я также хочу передать, что человек может быть уязвимым. Я имею в виду, что мы — люди, не роботы, у нас есть эмоции, и это нормально. Написание песен для меня — это способ справиться со своими чувствами .
Нова Миллер играла в сериале «Застрявший хвост» (шв. «Svansen i kläm») для SVT, который был показан в январе 2018. В том же году она снялась в «Дне Виктории» (шв. «Victoriadagen») на SVT.
Нова Миллер снялась в «Мореусе и другие» в ноябре 2016 года и была ведущей на канале Disney, а также прошла прослушивания в «Классный мюзикл 4».
В конце 2019 года Миллер спела государственный гимн США перед полностью заполненным Стейплс-центром перед боксерским поединком. Миллер должна была быть на разогреве в новом туре артистки Камилы Кабельо, но он был отменен из-за пандемии коронавируса.
Чтобы не потерять искру, она сосредоточилась на той части своей работы, которая не требовала живой сцены. Во время карантина у неё появилось более 1,2 миллиона подписчиков в TikTok.

## Дискография

### Синглы
- Supernova (2015);
- Singing in the Rain (2015);
- My Perfect Christmas (2015);
- So Good (2016);
- Add a Little Fire (2017);
- Anything For You (2017);
- Turn up the Fire (2018);
- Not Your Number (2018);
- Do It To Myself (2019);
- Mi Amor (2020).

### Мини-альбомы
- Yellow (2018);
- The Passion (2020).